# Staterij
Staterij (od grčke riječi statheros, "čvrst") završno je geološko razdoblje paleoproterozojske ere koje je trajalo od prije 1800 milijuna godina do prije 1600 milijuna godina. Ovo se vremensko razdoblje definira kronometrijski i nema odgovarajući sloj stijenja u Zemlji.
Razdoblje je na većini kontinenata karakteriziralo stvaranje novih ploha ili završna kratonizacija. Superkontinent poznat pod nazivom Columbia formirao se početkom staterija.